# Gele ral
De gele ral (Coturnicops noveboracensis) is een vogel uit de familie van de Rallen, koeten en waterhoentjes (Rallidae).

## Verspreiding en leefgebied
Deze soort komt voor in oostelijk en centraal Noord-Amerika en telt twee ondersoorten:
- C. n. noveboracensis: Canada en de noordelijke Verenigde Staten.
- C. n. goldmani: centraal Mexico.

## Status
De grootte van de populatie is in 2020 geschat op 6.700-17.000 volwassen vogels. Op de Rode lijst van de IUCN heeft deze soort de status niet bedreigd.